# Tomislav Brkić
Tomislav Brkić, né le 9 mars 1990 à Mostar, est un joueur de tennis bosnien, professionnel depuis 2008.

## Carrière
Tomislav Brkić a remporté 16 tournois Futures en simple et 29 en double. Sur le circuit Challenger, il s'est imposé à 11 reprises en double. Son premier titre a été acquis à Sarajevo avec Mirza Bašić. Entre 2017 et 2019, il remporte huit tournois avec Ante Pavić. Neuf fois quart de finaliste en simple, son meilleur résultat a été obtenu à Séville en 2018 avec une demi-finale.
À partir de la fin de la saison 2019, il décide de se spécialiser en double et atteint l'année suivante trois demi-finales à Montpellier, Nousoultan et Sofia. En mars 2021, il remporte son premier tournoi ATP à Buenos Aires, associé à Nikola Čačić.
Capitaine-joueur de l'équipe de Bosnie-Herzégovine de Coupe Davis depuis 2017, il en est le plus ancien membre, étant sélectionné pour la première fois en 2008. En 2018, il prend part à une rencontre de barrage du Groupe Mondial au Japon où il s'incline en simple contre Taro Daniel.

## Palmarès

### Titres en double messieurs
| No | Date       | Nom et lieu du tournoi       | Catégorie | Dotation  | Surface      | Partenaire       | Finalistes                  | Score    |          |
| -- | ---------- | ---------------------------- | --------- | --------- | ------------ | ---------------- | --------------------------- | -------- | -------- |
| 1  | 01-03-2021 | Argentina Open Buenos Aires  | ATP 250   | 589 160 $ | Terre (ext.) | Nikola Čačić     | Ariel Behar Gonzalo Escobar | 6-3, 7-5 | Parcours |
| 2  | 18-07-2022 | EFG Swiss Open Gstaad Gstaad | ATP 250   | 534 555 € | Terre (ext.) | Francisco Cabral | Robin Haase Philipp Oswald  | 6-4, 6-4 | Parcours |

### Finales en double messieurs
| No | Date       | Nom et lieu du tournoi              | Catégorie | Dotation  | Surface      | Vainqueurs                            | Partenaire   | Score            |          |
| -- | ---------- | ----------------------------------- | --------- | --------- | ------------ | ------------------------------------- | ------------ | ---------------- | -------- |
| 1  | 04-04-2021 | AnyTech365 Andalucia Open Marbella  | ATP 250   | 408 800 € | Terre (ext.) | Ariel Behar Gonzalo Escobar           | Nikola Čačić | 6-2, 6-4         | Parcours |
| 2  | 19-07-2021 | Plava Laguna Croatia Open Umag Umag | ATP 250   | 419 470 € | Terre (ext.) | Fernando Romboli David Vega Hernández | Nikola Čačić | 6-3, 7-5         | Parcours |
| 3  | 18-10-2021 | VTB Kremlin Cup Moscou              | ATP 250   | 697 125 $ | Dur (int.)   | Harri Heliövaara Matwé Middelkoop     | Nikola Čačić | 7-5, 4-6, [11-9] | Parcours |

## Parcours dans les tournois duGrand Chelem

### En double
| Année | Open d'Australie                | Open d'Australie        | Internationaux de France     | Internationaux de France    | Wimbledon                     | Wimbledon                | US Open                     | US Open                 |
| ----- | ------------------------------- | ----------------------- | ---------------------------- | --------------------------- | ----------------------------- | ------------------------ | --------------------------- | ----------------------- |
| 2021  | 2e tour (1/16) A.-U.-H. Qureshi | Rajeev Ram J. Salisbury | 1/4 de finale Nikola Čačić   | P.-H. Herbert Nicolas Mahut | 1/8 de finale Nikola Čačić    | Nikola Mektić Mate Pavić | 2e tour (1/16) Nikola Čačić | A. Golubev Andreas Mies |
| 2022  | 1er tour (1/32) Nikola Čačić    | Ariel Behar G. Escobar  | 1er tour (1/32) Nikola Čačić | Hugo Nys Jan Zieliński      | 1er tour (1/32) R. Ramanathan | N. Monroe T. Paul        | 1er tour (1/32) M. González | R. Klaasen M. Melo      |
| 2023  | 1/8 de finale G. Escobar        | R. Hijikata J. Kubler   |                              |                             |                               |                          |                             |                         |

N.B. : le nom du partenaire se trouve sous le résultat ; le nom des ultimes adversaires se trouve à droite.

## Classements ATP en fin de saison
| Année          | 2006 | 2007 | 2008 | 2009 | 2010 | 2011 | 2012 | 2013 | 2014 | 2015 | 2016 | 2017 | 2018 | 2019 | 2020 | 2021 | 2022 |
| Rang en simple | –    | –    | 1823 | 1284 | 781  | 515  | 374  | 627  | 220  | 299  | 414  | 254  | 301  | 544  | 613  | 796  | –    |
| Rang en double | 1660 | –    | 1025 | 877  | 801  | 622  | 544  | 256  | 288  | 480  | 372  | 258  | 168  | 106  | 79   | 47   | 58   |

Source : (en) Classements de Tomislav Brkić sur le site officiel de la Fédération internationale de tennis